# Statue de Cecil Rhodes (université du Cap)
La statue de Cecil Rhodes, située durant 81 ans à l'université du Cap en Afrique du Sud, rend hommage à l'homme d'affaires Cecil Rhodes, magnat des mines, fondateur de la société diamantaire De Beers, de l'État de Rhodésie, de la bourse Rhodes, et premier ministre de la colonie du Cap. Réalisée par Marion Walgate (1862-1937), cette statue fut érigée en 1934 sur le campus de l'Université du Cap en remerciement du legs foncier qu'il a laissé pour construire l’université.
En 2015, rassemblée sous la bannière Rhodes must fall, une partie des étudiants et du personnel de l'université du Cap en fait un symbole politique pour dénoncer la composition du corps enseignant de l'université, où la majorité des postes de direction sont occupés par des Sud-Africains blancs. Cible récurrente de vandalisme militant à partir de mars 2015, la statue est déboulonnée un mois plus tard, et retirée de l'espace public. C'est un exemple de dé-commémoration.

## Localisation
La statue de Cecil Rhodes était, à son dernier emplacement public, située au centre des marches du grand escalier menant à Jameson Hall, le bâtiment néoclassique principal de l'Université du Cap. Elle est actuellement entreposée en attente d'un nouveau lieu d'affectation.

## Descriptif

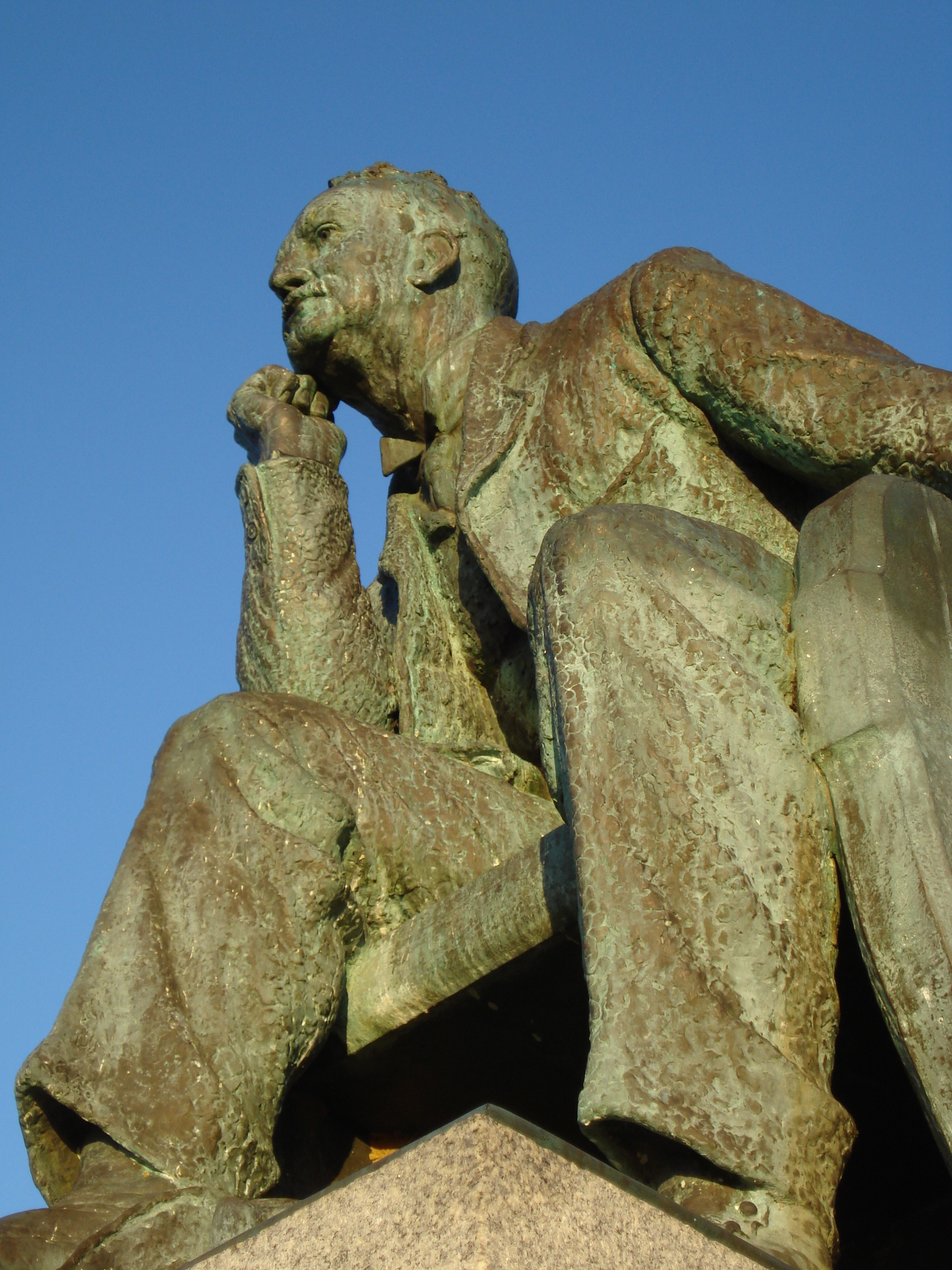
La statue de Rhodes.

Juchée sur un haut piédestal en granit composé de pierres provenant de la montagne de la table, la statue représente Cecil Rhodes, rêveur, assis dans un fauteuil, un peu à la manière du penseur de Rodin, son visage et ses yeux fixés sur l’horizon. Durant 53 ans, de 1962 à 2015, son regard portait concrètement vers le littoral, les banlieues sud, les Cape Flats et vers les montagnes de Helderberg tandis qu'il tournait le dos à la montagne de la Table.
Sur le piédestal de la statue étaient gravés son patronyme, ses dates de vie et mort ainsi que l’extrait d’un vers de Rudyard Kipling tiré de son poème The song of the Cities (1922) : « I dream a dream, by rock and heath and pine, of Empire Northwards, Ay One land, From the Lion's Head to the line ».

## Historique

### Projet
Commandée par le gouverneur général, le comte de Clarendon, financée par le Rhodes National South African Memorial Committee, réalisée par la sculptrice britannique Marion Walgate et inaugurée en 1934, la statue de Cecil Rhodes a été érigée à l'entrée du campus de l'université du Cap en signe de gratitude envers le magnat des mines pour avoir fait don d'un terrain, provenant de son domaine de Groote Schuur, afin d'y construire un grand établissement d'enseignement supérieur universitaire pouvant rivaliser avec ceux d'Europe.
A plusieurs reprises, la statue est déplacée à d'autres endroits du campus avant de se stabiliser en 1962 en amont de Jameson Hall et d'être positionnée en 1996 sur au centre des marches du grand escalier (Jameson Steps) menant de Jameson Plaza à Grotto Road.

### Contestation du monument

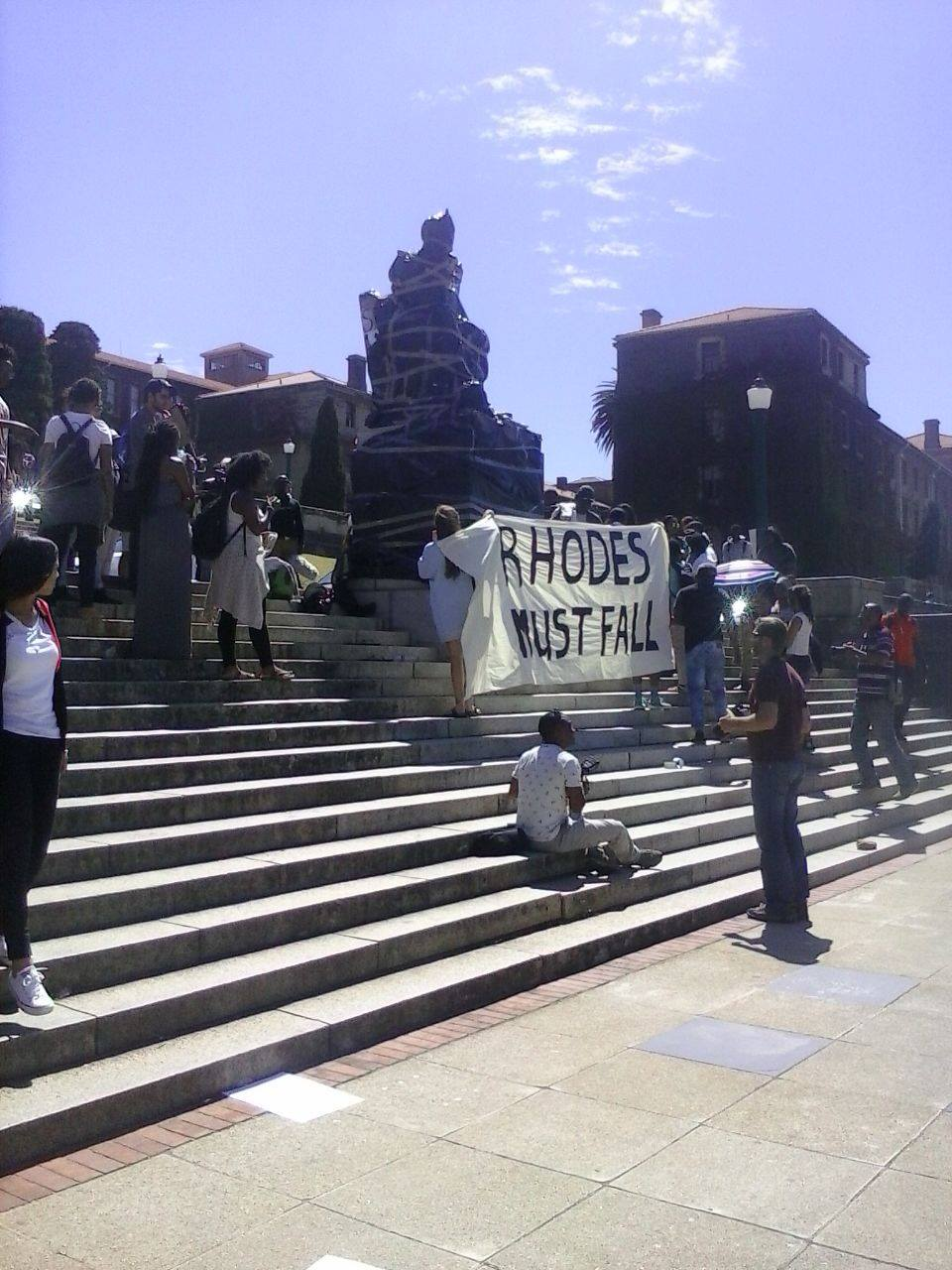
Manifestants réclamant le retrait de la statue.

Au début de l'année 2015, l'université du Cap est en proie à de fortes tensions sociales entre une partie de la jeunesse étudiante, notamment panafricaniste, et la direction de l'université, majoritairement blanche, illustrant la rancœur et la persistance des tensions raciales en Afrique du Sud. Parmi les sujets de mécontentements invoqués par une partie des étudiants figurent la lenteur des changements raciaux au sein de la direction et du cadre enseignant (trop de blancs, pas assez de noirs et de coloureds), la persistance supposée d'un racisme institutionnel via notamment le montant des frais d'inscriptions ou de scolarités ou encore les conditions de logement des étudiants non blancs. La statue en bronze de Cecil Rhodes fait symboliquement les frais de cette contestation étudiante.  
Tout commence le 9 mars 2015 par des excréments humains jetés sur la statue de l'ancien magnat des mines par un étudiant noir. Le geste est très médiatisé, notamment par les réseaux sociaux et par internet. S'il s'agit de dénoncer au départ le symbole de suprématie blanche que représente la statue, des étudiants se mobilisent avec le soutien de certains employés et enseignants de l’université, pour dénoncer la trop lente transformation raciale de l'université (corps universitaire et cursus) et exiger la décolonisation du contenu des cours, un meilleur accès à l’enseignement supérieur et au logement étudiant pour les Noirs.  
La statue devient dès lors un point de ralliement de tous les contestataires derrière la bannière « Rhodes must fall », qu'ils soient autonomistes, anarchistes, militants d'organisations politiques panafricanistes, de l'ANC voire des non affiliés. Il s'ensuit l'occupation du siège de l’administration centrale de l’université par des étudiants se réclamant de Steve Biko et de la conscience noire. Manifestations et initiatives collectives se multiplient dès lors. 
Sous pression, le conseil de l’université vote, le 27 mars 2015, en faveur du démantèlement de la statue de Rhodes, laquelle est d'ailleurs recouverte à la suite d'une décision du vice-chancelier de l'université, Max Price. 
Le 8 avril 2015, le conseil d'administration de l'université est perturbé et interrompu par des manifestants scandant des slogans de l'ère de la lutte contre l'apartheid (un colon, une balle).

### Déboulonnage

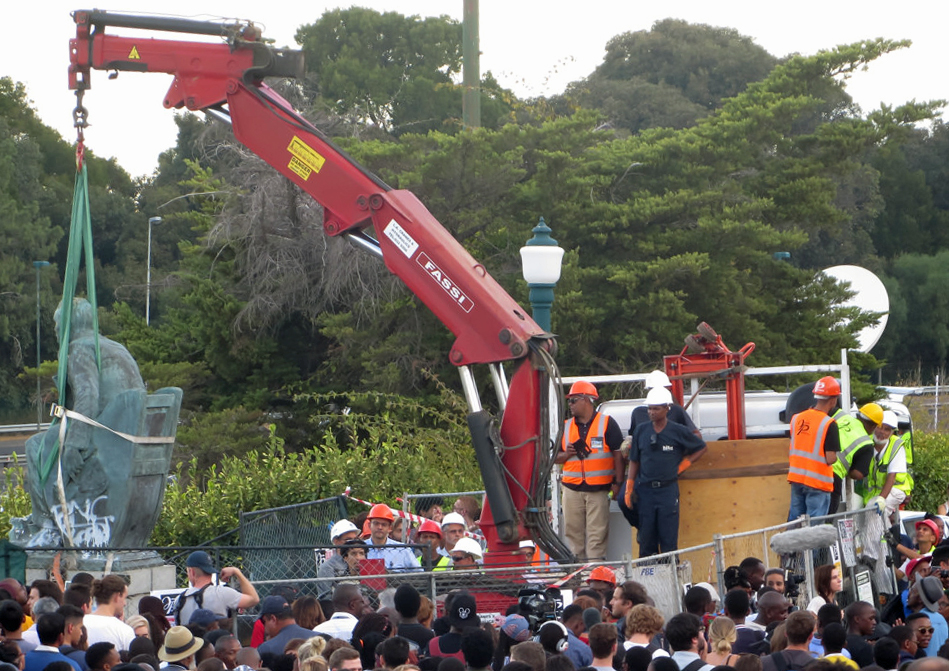
Retrait de la statue de Rhodes en avril 2015.

Le 9 avril 2015, la statue de Rhodes, abîmé par de nombreux graffitis et des taches de peinture, est déboulonnée de son site devant les caméras de télévision et remisée pour être à l'abri. Le piédestal est lui aussi retiré. Le 31 octobre 2016, soit 18 mois plus tard, le comité provincial chargé de la protection du patrimoine au Cap-Occidental (Heritage Western Cape's Built Environment and Landscape Committee) valide le retrait de la statue qui doit être protégée et restaurée.
Protégée en tant qu’œuvre patrimoniale, la statue est donc entreposée en attente de lui trouver un endroit où elle pourrait être de nouveau exposée. Quatre demandes ont été déposées pour l'accueillir dont l'une au Texas.

## Autre version de la statue

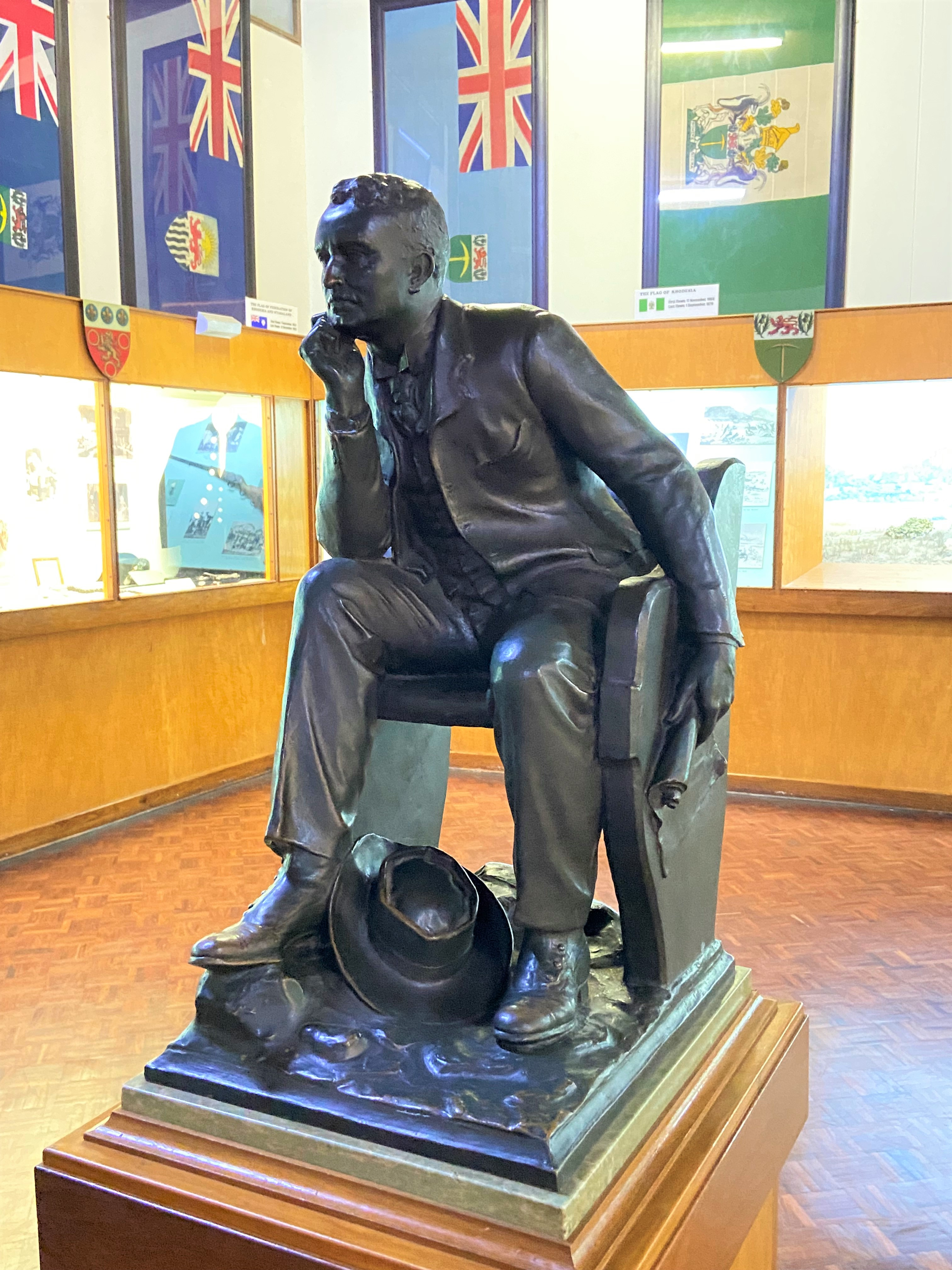
Autre version de la statue dans la salle du Hall of Chiefs au Natural History Museum à Bulawayo.

Une version réduite en bronze de la statue est exposée au Muséum d'histoire naturelle de Bulawayo au Zimbabwe.

## Autres monuments dédiés à Cecil Rhodes en Afrique du Sud

### Monuments au Cap
- Rhodes Memorial
- Statue de Cecil Rhodes au centre du Cap

### Monuments à Kimberley
- Statue équestre de Cecil Rhodes à Kimberley
- Statue de Cecil Rhodes, située originairement à Mahikeng et déplacée en 2010 à Kimberley